# الابیار، لیبی
الابیار (به عربی: الأبیار) شهری در استان بن‌غازی واقع در کشور لیبی است که جمعیت آن در سال ۲۰۱۰ میلادی ۳۲٫۵۶۳ نفر بوده‌است.